# Старий Тор'ял
Старий Тор'я́л (рос. Старый Торъял, марій. Тошто Торъял) — село у складі Новотор'яльського району Марій Ел, Росія. Адміністративний центр Старотор'яльського сільського поселення.

## Населення
Населення — 735 осіб (2010; 773 у 2002).
Національний склад (станом на 2002 рік):
- лучні марійці — 51 %
- марійці — 30 %